# 国际雪豹基金会
国际雪豹基金会（英文：Snow Leopard Trust）是保护雪豹及其栖息地的规模最大，历史最长的国际组织。该基金会的总部设在华盛顿西雅图，是一个非盈利组织。目前，野生雪豹总数估计在4,000和7,500之间。 

## 历史
该基金会成立于1981年，由海伦·伊莱恩·弗里曼（1932年3月10日–2007年9月20日）创建。作为在西雅图林地公园动物园工作的一个志愿者，弗里曼迷上了那里的雪豹，同时了解了它们的濒危困境。后来她成为了动物园的工作人员，同时萌生想法：通过设立信托基金以保在野外的雪豹及其栖息地。她同时确立了基金会的理念，即只有同时满足雪豹以及生活在其栖息地上的人们的需要，雪豹才能得到真正的保护。
现在，该基金会执行科研项目，管理区域级的保护方案，并促进全球雪豹专家和其他雪豹保护团体之间的合作。
基金会在其网站上通过捐赠，资助，筹款和销售产品等活动来筹集资金，动物园和其他保护组织亦给予支持。国际雪豹基金会在“慈善导航”机构获得四星级评定，并是动物园和水族馆协会（AZA），欧洲动物园和水族馆协会（EAZA），世界动物园和水族馆协会（WAZA）的成员。

## 使命和理念
该基金会既帮助保护雪豹及其栖息地，同时也帮助满足生活在雪豹栖息的上的人们的需要。基金会所采取的方法是基于协同工作，来改变政府的政策，同时建立以社区为基础的保护方案与社区合作，执行反盗猎的法律和配套研究工作。

## 工作方案
目前，国际雪豹基金会将努力集中在在五个雪豹活动范围内的国家：中国，印度，蒙古，巴基斯坦和吉尔吉斯斯坦。在这些国家中，基金会雇用人员开展研究，教育和保护工作。对于其他7个雪豹活动范围的国家，基金会提供支持并与研究人员和保护组织进行合作。

## 全球雪豹网络
国际雪豹基金会为全球雪豹网络（SLN）提供支持。全球雪豹网络是一个雪豹保护组织和政府机构的全球性协作网络。SLN于2002年在华盛顿西雅图召开的雪豹生存首脑会议上成立。作为一种雪豹的保育手段，SLN进行研究合作，应对各种影响雪豹生存的挑战，同时确保在雪豹地区的当地人民的生计。SLN发表了雪豹生存策略（SLSS），这篇报告提出了一项确保雪豹在濒危现状下得以生存的协调战略。